# 天主教敖德薩-辛菲羅波爾教區
天主教敖德薩-辛菲羅波爾教區（拉丁語：Dioecesis Odesensis-Sympheropolitana）是羅馬天主教在烏克蘭的一個教區，屬利沃夫總教區。教區於2002年5月4日成立。
教區範圍包括克里米亞、敖德薩州、赫爾松州、尼古拉耶夫州、基洛夫格勒州和第聶伯羅彼得羅夫斯克州西部，教座位於敖德薩。教區於2009年時有教友16,360人，佔轄區總人口0.2%。教區下轄七十個堂區，有十二名司鐸。現任主教為達尼老·希羅科拉迪烏克，輔理主教為雅欽多·佩爾，榮休主教為博斯勞·貝爾納基。